# Fabrique royale de porcelaine du Buen Retiro
La Fabrique royale de porcelaine du Buen Retiro (en espagnol : Real Fábrica de Porcelana del Buen Retiro), fondée en 1760, est l'une des Fabriques royales (es) de produits de luxe impulsées par le roi Charles III et la politique mercantiliste des Lumières espagnoles. Située dans le parc du Retiro, la fabrique est détruite par les troupes anglaises d'Arthur Wellesley en août 1812 lors du combat du Retiro, conséquence de la bataille des Arapiles.

## Contexte historique
Depuis que Marco Polo décrit à son retour en Europe la porcelaine chinoise de la dynastie Ming, les Occidentaux essayent de les imiter. S'initie alors une recherche effrénée de la composition de ces pièces. Les premières et plus célèbres fabriques européennes sont à Florence et Venise au XVIe siècle. Aux XVIIe et XVIIIe siècles, les faïences de Faïence de Delft, Proven et Moustiers commencent à imiter la décoration orientale, mais les manufactures européennes n'ont pas découvert l'élément principal qui donne la consistance de leurs pièces : la kaolinite. Les meilleures reproductions s'obtiennent aux fabriques de Vincennes et de Sèvres, avec les fameuses porcelaines tendres.
En 1709, Ehrenfried Walther von Tschirnhaus et Johann Friedrich Böttger découvrent la formule de la porcelaine dure. Cette découverte impulse la création de la fabrique de Meissen, la première en Europe à fabriquer des pièces en pâte dure. Le secret de la formule se veut bien gardé, mais quelques travailleurs partent s'établir en France et donnent le secret à la fabrique de Sèvres, et de là à toute l'Europe, jusqu'à ce qu'au début du XIXe siècle, la porcelaine de pâte tendre soit abandonnée.
L'Académie royale des beaux-arts de San Fernando, qui détermine les courants artistiques à suivre en Espagne, s'aligne avec le projet réformateur des Bourbons du XVIIIe siècle. En ressort la création des Fabriques royales (es), destinées à décorer les Sites royaux et à promouvoir l'industrie nationale du luxe, afin de limiter les importations des autres pays.

## Histoire

### Fondation
La Fabrique royale, également appelée populairement La China (« la Chinoise ») et dont le premier nom officiel est « Real Fábrica de S.M. Católica » (« Fabrique royale de Sa Majesté Catholique »), est fondée à Madrid à l'initiative du roi Charles III juste après sa prise du pouvoir en 1759, et de sa femme, Marie-Amélie de Saxe. Le roi avait déjà impulsé en 1743 la Manufacture de Capodimonte (près de Naples), quand il était le roi de Naples et de Sicile. Il fait démolir en 1760 la manufacture sise au Palais de Capodimonte pour la transférer en Espagne ; arrivent alors 53 artisans napolitains spécialisés ainsi que trois cargaisons de matériel et de pâte spéciale nécessaires à la fabrication de la porcelaine à la nouvelle manufacture, dont la marque de fabrique est une fleur de lys, symbole des Bourbons,.
Elle s'installe dans le parc du Retiro, à l'époque le jardin privé d'un palais royal, juste à côté de la ville, près de la localisation actuelle de la fuente del Ángel Caído,, et dans une disposition similaire à la fabrique napolitaine. Giuseppe Gricci, modéliste, est le premier directeur de la fabrique et le demeure jusqu'à sa mort en 1770, où Livio Victorio Sheppers, maître de la composition de la pâte et lui aussi un ancien de Naples, prend sa succession. Puis, de 1783 à 1803, le directoire sera partagé entre Sheppers et Felipe Gricci,.

### La porcelaine du Buen Retiro

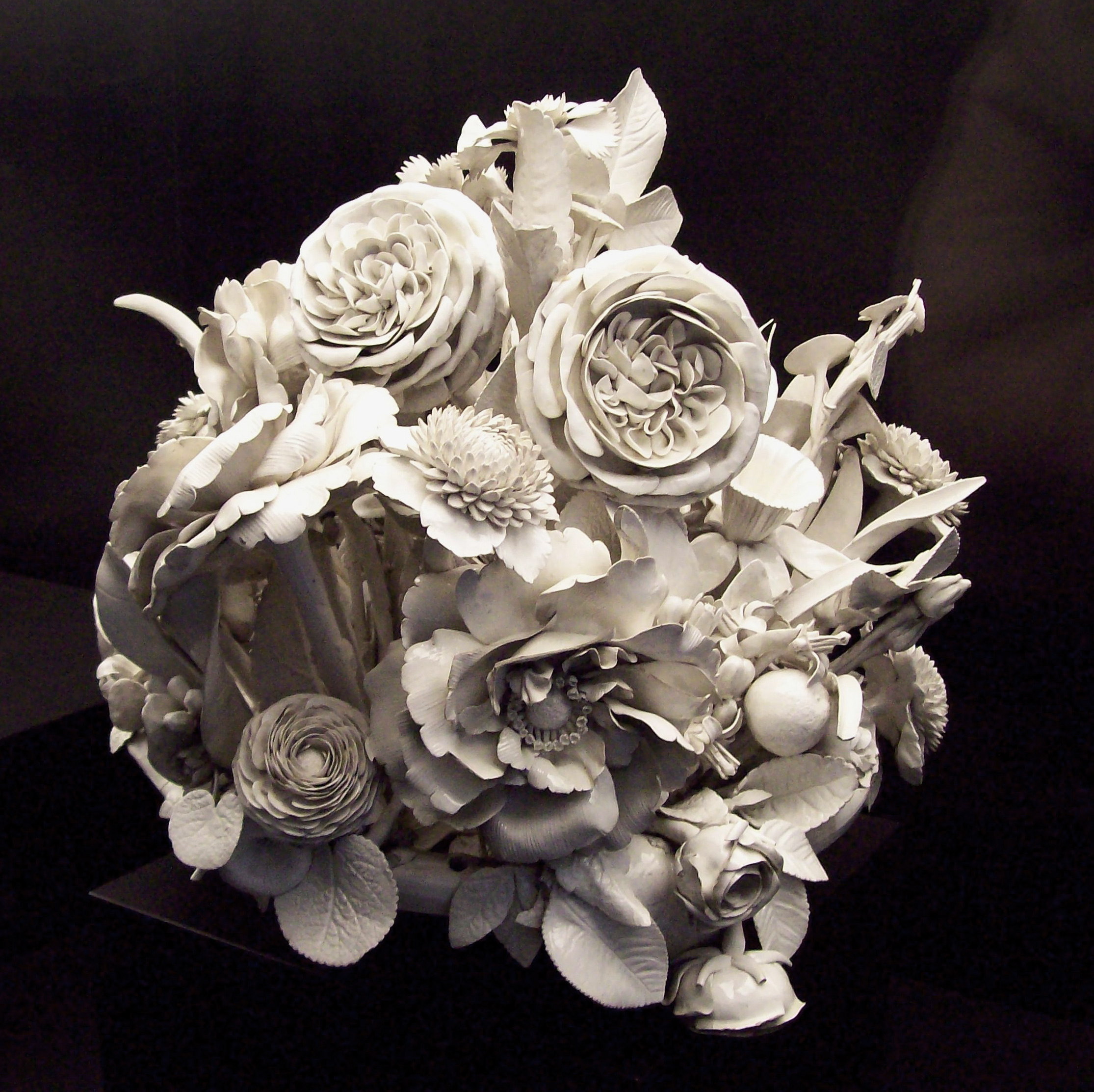
Bouquet de fleurs de porcelaine réalisé à la Fabrique royale de porcelaine du Buen Retiro au XVIII. Musée archéologique national de Madrid.

La qualité de ces porcelaines est internationalement reconnue, et ses techniques de fabrication demeurent un secret d'État. Ces porcelaines font partie des produits promus par la politique mercantiliste des Lumières espagnoles, avec les tapisseries de la Fabrique royale de tapisserie et le verre de la Fabrique royale de cristal de la Granja, notamment.
La production espagnole imite les plus remarquables modèles des usines françaises, allemandes et italiennes, en particulier la sculpture en relief sur les revêtements de mur. Le plus grand chef-d'œuvre de la fabrique est d'ailleurs la salle de porcelaine, ou Gabinete de porcelana, du Palais royal d'Aranjuez, conçue et réalisée in situ par italien Giuseppe Gricci (it) et son équipe. Cette salle, réalisée entre 1760 et 1765, est couverte de porcelaine blanche embellie de motifs en relief et chinoiseries colorées. Un autre Gabinete de porcelana est installé au palais royal de Madrid. Des améliorations dans l'utilisation du matériau ont été faites en développant la pâte de porcelaine tendre dans un style baroque tardif à motifs dans la ligne de Capodimonte. La salle de porcelaine à la Casita del Príncipe (es) de l'Escurial, montre des plaques de céramique de la fin du XVIIIe siècle conçues dans un style rococo et néoclassique, fortement influencé par le Jasperware (en) de Josiah Wedgwood,. Chaque œuvre est marquée d'une fleur de lys bleue ou violette, avec parfois les initiales de l'auteur, et rarement la date.
Entre 1770 et 1775, la fabrique produit des sculptures, des plaques de porcelaine, des services de table et des bouquets de fleurs artificielles. La destination de la plupart des pièces fabriquées était la décoration du palais royal de Madrid et des Sites royaux, dont l'entrepôt a été ouvert au public pour exposer et vendre de nombreuses pièces à la mort du roi, en 1788, et où sont toujours conservées plusieurs collections. Les Apothicaires royaux du palais royal possèdent les fameux Botamen, produits à la fabrique du Buen Retiro : commandés par le roi Charles IV en août 1794, il s'agit d'un grand nombre de poteries de porcelaine chinoise. De différentes tailles et formes, elles possèdent sur la face les armureries d'Espagne, la fleur de lys dorée et au-dessus la couronne royale. La décoration est faite de lignes et d'inscriptions dorées et de motifs botaniques de différentes couleurs. Ces poteries ont l'avantage, en comparaison avec les objets en céramique, de bien résister aux rayures.
Vers la fin du XVIIIe siècle, la fabrique est en plein déclin à cause de l'utilisation de la pâte dure pour la modélisation des statues et des objets d'ornementation. Ni l'italien Gricci ni l'allemand Scheppers n'avaient la pâte de kaolinite qui permet de résister aux hautes températures. La ruine économique de la fabrique pousse le maire lui-même, Cristóbal Torrijos, à adresser une lettre au roi, dans laquelle il explique qu'il y a dans la manufacture d'excellents artistes, spécialistes dans leur domaine, mais qui ignorent l'expertise nécessaire au traitement de la porcelaine, et requiert donc l'arrivée d'apothicaires allemands ; le style des produits change également en abandonnant le rococo pour le style néoclassique, ce qui n'a aucun effet.
En 1803, le roi envoie donc Bartolomé Sureda y Miserol (en) étudier à Sèvres auprès d'Alexandre Brongniart. Celui-ci lui enseigne comment analyser les terrains et mélanger les matériaux pour fabriquer de la porcelaine. À son retour, Sureda découvre des terres proches de Madrid qui lui permettent d'obtenir une porcelaine d'une qualité supérieure à celle de Sèvres.
En octobre de la même année, le conseil d'administration cesse d'être italien pour être dirigé par Bartolomé Sureda y Miserol, qui a déjà dirigé plusieurs fabriques royales, dont la Fabrique royale de draperies (es) de Guadalajara, la Fabrique royale de cristal de la Granja, ainsi que celle qui succédera à la Fabrique royale de porcelaine du Buen Retiro, la Fabrique royale de faïence de la Moncloa (es). La marque de fabrique change pour l'inscription « Md. » — Madrid — surmonté d'une couronne rouge ou dorée. La production de vraie porcelaine, désormais nettement néoclassique, est parfois poinçonnée d'une triple marque : « S/M/R » — Sureda/Madrid/Retiro — et bénéficie de très belles dorures.
La période courant de 1803 à 1808 constitue l'apogée de la fabrique. Le modéliste Esteban Ágreda réalise des pièces d'excellente facture, inspirées de la mythologie grecque — Jovellanos en fait lui-même l'éloge dans son Journal —, qui lui valent de nombreux prix de la part de l'Académie royale des beaux-arts de San Fernando. Il élabore en 1795 le Parnasse espagnol, un groupe monumental de 60 sculptures représentant des génies, poètes et muses espagnols ; seules 4 sculptures ont été préservées dans des musées espagnols : celles de Cervantes, Juan de Herrera, Jerónimo Bermúdez et une personnification du Tage. Le Peintre de la Chambre du roi, Isidro González Velázquez, peindra plus tard une grande table centrale reprenant le design d'Esteban Ágreda.

### Destruction
Lors de la guerre d'indépendance espagnole, la campagne des Arapiles ayant une mauvaise tournure pour les Français, Joseph Bonaparte se retire de Madrid en direction du Tage le 10 août 1812, ne laissant au parc du Retiro qu'une garnison de 2 000 hommes, principalement destinés à s'occuper des blessés. Joachim Murat se contente d'en faire un objectif militaire, en la fortifiant avec trois lignes de défense, dont un système de bastions en tracé à l'italienne. Les Anglais entrent le surlendemain à Madrid, sous la direction d'Arthur Wellesley. Le 13, il ordonne l'assaut des défenses extérieures de qui entraine la capitulation de la garnison française le lendemain et la destruction de la fabrique royale de porcelaine, selon les ordres du général Hill dans le cadre des préparatifs pour l'évacuation du 31 octobre 1812, et sans que les autorités espagnoles s'en préoccupent suffisamment pour l'empêcher,. À noter qu'il a longtemps été cru que les auteurs de la destruction de la fabrique royale furent les troupes de Napoléon Ier, supposément motivées par la qualité de ses produits qui peuvent faire de l'ombre à la Manufacture nationale de Sèvres. Pourtant, ce sont bien les Anglais qui ont fait brûler la fabrique et cesser la production, probablement pour des raisons similaires.
À la suite de la Restauration absolutiste en Espagne, un décret royal de 1817 de Ferdinand VII à l'initiative de la reine Marie-Isabelle, la Fabrique royale de faïence de la Moncloa (es) est construite afin de remplacer la Fabrique du Buen Retiro : les ateliers et entrepôts sont déménagés à la Moncloa, dans le bâtiment appelé Petite ferme des Jerónimos, au Site royal de Florida. L'héritage de la fabrique du Buen Retiro a pu y être conservé. Le directeur est Bartolomé Sureda jusqu'en 1820, et tous les employés de l'ancienne fabrique sont de nouveau embauchés dans celle-ci. Elle fermera par décret royal le 26 mars 1860.

## Conservation et expositions
De nombreuses pièces sont conservées au Musée d'histoire de Madrid.
D'importantes expositions ont eu lieu :
- Exposición Universal de Barcelona 1888[12]
- Exposición de porcelanas de la Real Fábrica del Buen Retiro (1760-1808) (1959)[13]